# Esymus ornatulus
Esymus ornatulus är en skalbaggsart som beskrevs av Edgar von Harold 1866. Esymus ornatulus ingår i släktet Esymus och familjen Aphodiidae. Inga underarter finns listade i Catalogue of Life.